# Pietro Blaserna
Pietro Blaserna, né le 22 février 1836 à Fiumicello et mort le 26 février 1918 à Rome, est un mathématicien, physicien, recteur et sénateur italien.

## Biographie
Pietro Blaserna fut étudiant en mathématiques et en science physique à l'université de Vienne et à celle de Paris. Une fois diplômé, il retourna en Italie en 1862 où il fut nommé professeur à l'Istituto Superiore de Florence.
L'année suivante, il fut nommé professeur de physique à l'université de Palerme.
En 1872, il fonda à Rome, l'École pratique de physique.
En 1879, il a été nommé président du Conseil de la météorologie et de la géodynamique, un poste qu'il a occupé jusqu'en 1907.
Il fut élu sénateur en 1890 et devint vice-président du Sénat en 1906.
Entretemps, il devint président de l'Accademia dei Lincei en 1904, ainsi que recteur de l'université La Sapienza de Rome.
Les travaux de Pietro Blaserna portèrent sur la recherche et l'expérimentation sur l'induction, l'indice de réfraction des alcools, sur la chaleur, l'énergie cinétique, sur les propriétés des gaz et sur les phénomènes d'acoustique.
Une rue, donnant sur le Tibre, porte son nom dans le centre-ville de Rome.

## Travaux et recherches
- Sur le développement et la durée de l'induction du courant et extracourant (courant inducteur), 1870, Palerme
- Sur le passage des lignes spectrales, 1870, Palerme
- Sur la polarisation de la couronne solaire, 1870, Palerme
- Sur la façon de diriger un ballon stratosphérique, 1872, Turin
- La théorie dynamique de la chaleur, 1872, Palerme
- La théorie du son dans sa relation avec la musique, 1875, Milan (Traduction française: Le son et la musique, Paris, Germer Baillière, Bibliothèque scientifique internationale, 1877
- Conférences sur la théorie cinétique des gaz, 1882, Rome.

## Membre desociétés savantes
- Membre de la Société italienne des sciences ;
- Membre correspondant de la Société royale de Naples ;
- Membre de l'Académie des sciences, littérature et arts de Modène ;
- Membre de la Société italienne géographique ;
- Membre émérite de la Société des sciences naturelles et économiques Palerme ;
- Membre honoraire de l'Accademia di San Luca ;
- Membre honoraire de l'Académie des sciences, littérature et arts de Bergame ;
- Membre correspondant de l'Académie roumaine.

## Honneur et titres
- Officier de l'ordre des Saints-Maurice-et-Lazare : 15 septembre 1867
- Chevalier de l'ordre civil de Savoie : 27 avril 1872
- Grand cordon de l'ordre de la Couronne d'Italie : 30 décembre 1904
- Grand cordon de l'ordre des Saints-Maurice-et-Lazare : 18 juin 1911
- Commandeur de l'ordre de l'Aigle rouge (Prusse)
- Commandeur de l'ordre de François-Joseph (Autriche)
- Commandeur de la Légion d'honneur (France)